# Mickey Mouse Disco

Mickey Mouse Disco est à la fois un album de musique édité en 1979 par Disneyland Records, comprenant des versions disco des classiques musicaux de Disney et une compilation d'extraits de courts métrages d'animation, produite par Walt Disney Productions pour Buena Vista Pictures.

## L'album
Mickey Mouse Disco est un album de musique édité en juillet 1979 par Disneyland Records, comprenant des versions disco des classiques musicaux de Disney. Les arrangements ont été effectués par Dennis Burnside sauf pour "It's a Small World". Macho Duck est une variation de Macho Man des Village People. 
Devant le succès de l'album, le studio produit un court métrage d'animation l'année suivante.
L'album s'est hissé à la 35e place du Billboard's Pop Albums Chart, et a été certifié double disque de platine par la RIAA.
L'album a été réédité en 1995 sur CD et bien qu'indisponible sur tous les formats physiques, il était disponible en téléchargement sur iTunes. Le 13 avril 2019, le disque 33 tours original a été réédité à l'occasion du Record Store Day.
| Mickey Mouse Disco | Mickey Mouse Disco   | Mickey Mouse Disco | Mickey Mouse Disco | Mickey Mouse Disco | Mickey Mouse Disco | Mickey Mouse Disco | Mickey Mouse Disco | Mickey Mouse Disco | Mickey Mouse Disco |
| No                 | Titre                | Durée              |                    |                    |                    |                    |                    |                    |                    |
| ------------------ | -------------------- | ------------------ | ------------------ | ------------------ | ------------------ | ------------------ | ------------------ | ------------------ | ------------------ |
| A1.                | Disco Mickey Mouse   | 4:00               |                    |                    |                    |                    |                    |                    |                    |
| A2.                | Welcome to Rio       | 3:23               |                    |                    |                    |                    |                    |                    |                    |
| A3.                | The Greatest Band    | 4:10               |                    |                    |                    |                    |                    |                    |                    |
| A4.                | Zip-a-Dee-Doo-Dah    | 2:13               |                    |                    |                    |                    |                    |                    |                    |
| B1.                | Macho Duck           | 4:36               |                    |                    |                    |                    |                    |                    |                    |
| B2.                | Mousetrap            | 2:56               |                    |                    |                    |                    |                    |                    |                    |
| B3.                | Watch Out for Goofy! | 3:30               |                    |                    |                    |                    |                    |                    |                    |
| B4.                | It's a Small World   | 2:28               |                    |                    |                    |                    |                    |                    |                    |
| B5.                | Chim Chim Cher-ee    | 2:10               |                    |                    |                    |                    |                    |                    |                    |
| 29 min 29 s        |                      |                    |                    |                    |                    |                    |                    |                    |                    |

## Le court métrage
Pour plus de détails, voir Fiche technique et Distribution.
Le court métrage Mickey Mouse Disco est une compilation d'extraits d'autres courts métrages de Disney comprenant entre autres des Mickey Mouse, Donald et des Dingo, et assurant la promotion de disque, sorti le 25 juin 1980. Il était diffusé en prélude au film Le Dernier Vol de l'arche de Noé,.
Il a été réutilisé dans des émissions de télévisions comme Mickey's Mouse Tracks, The Ink & Paint Club and Donald's Quack Attack.

### Synopsis
Le clip vidéo comprend cinq chansons des neuf de l'album : Mousetrap, Disco Mickey Mouse, Watch Out For Goofy, Macho Duck et Welcome To Rio.
Le film comprend des extraits des courts métrages : 
- De l'autre côté du miroir (1936)
- Nettoyeurs de pendules (1937)
- L'Entreprenant M. Duck (1940)
- L'Anniversaire de Mickey  (1942)
- L'Heure symphonique (1942)
- Les Trois Caballeros (1944) pour  Panchito Pistoles
- Rendez-vous retardé (1947)
- L'Art de la danse (1953).

### Fiche technique
- Titre : Mickey Mouse Disco
- Scénario : Bill Berg et Lance Nolley
- Voix : Clarence Nash (Donald) et John Dehner (voix du narrateur)
- Producteur : Ron Miller
- Coproducteur : Frank Brandt, Bob King et John Klawitter
- Réalisateurs : Norman Ferguson, David Hand, Jack King, Jack Kinney, Charles A. Nichols, Ben Sharpsteen et Riley Thompson
- Animateur : Paul Allen, Jack Campbell, Les Clark, Chuck Couch, George De Beeson, John Elliotte, Jerry Hathcock, Emery Hawkins, Ward Kimball, Dick Lundy, Joshua Meador, Fred Moore, Lee Morehouse, Kenneth Muse, Milt Neil, George Nicholas, Ken Peterson, Wolfgang Reitherman, Leonard Sebring, Don Towsley, Judge Whitaker et Bernard Wolf
- Montage : Roy M. Brewer Jr. (film)
- Département musical: Dennis Burnside (arrangeur de musique), Gary Krisel (producteur de musique), Stephen Furman (compositeur de Welcome to Rio et Watch Out for Goofy), Jymn Magon (producteur de musique et compositeur de Mousetrap) et Tom Worrall (compositeur de Disco Mickey Mouse et Macho Duck)
- Distributeur : Buena Vista Pictures
- Date de sortie : 25 juin 1980
- Format d'image : couleur (Technicolor)
- Son : Mono (RCA Photophone)
- Durée : 7 min
- Langue : (en)
- Pays :  États-Unis